# Teodor Gendera
Teodor Gendera (ur. 19 kwietnia 1925 w Poznaniu, zm. 13 kwietnia 2001 w Warszawie) – polski aktor teatralny i filmowy.

## Życiorys
Artysta przez całe swoje zawodowe życie, poza krótkimi epizodami kiedy to występował w Poznaniu i w Rzeszowie, związany był z teatrami warszawskimi: Powszechnym (1949–1958), Dramatycznym (1958−1960), Ateneum (1960–1962) i Polskim (od 1963). W filmach grywał przeważnie epizody. Pochowany na Starych Powązkach w Warszawie (kwatera 202-IV-21).

## Filmografia

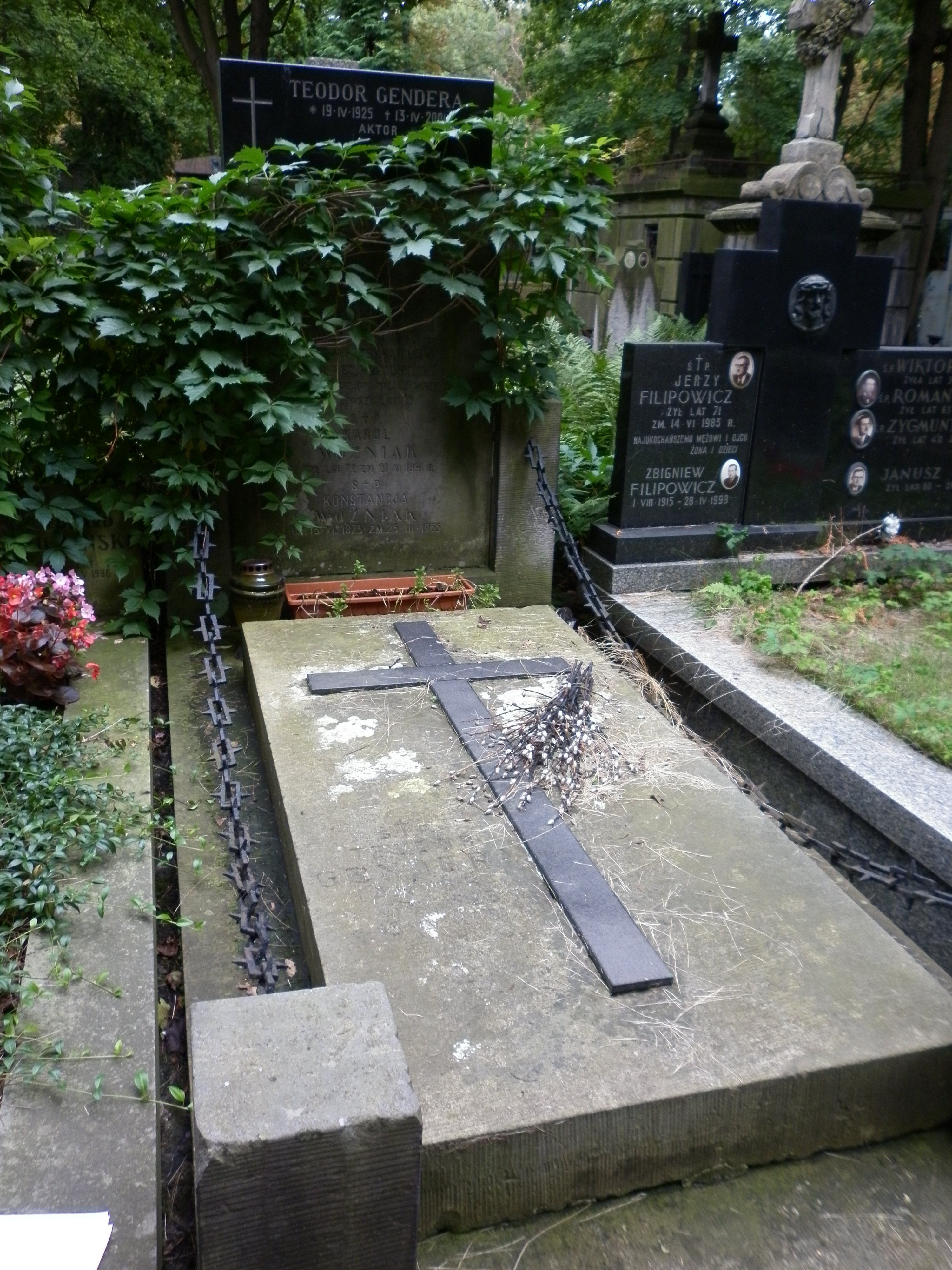
Grób Teodora Gendery

- Miodowe lata (1999), reż. M. Wojtyszko – pracownik schroniska dla zwierząt
- Panna z mokrą głową (1994) – sąsiad Borowskich
- Psy (1992), reż. W. Pasikowski – gość z Moskwy
- Superwizja (1990), reż. R. Gliński – barman
- Jan Kiliński (1990), reż. M. Kubera – ksiądz
- Modrzejewska (1989) – nabywca portmonetki ze stoiska Modrzejewskiej na kweście
- Komediantka (1987) – aktor
- Rzeka kłamstwa (1987) – Komandera
- Zmiennicy odc. 1 (1986), reż. S. Bareja – kolejarz
- Siekierezada (1985), reż. W. Leszczyński – kierowca bibliotecznego autobusu
- Siedem życzeń (1984), odc. 7 – mężczyzna w kolejce WKD
- Popielec (1982), odc. 5
- Jan Serce (1981), reż. R. Piwowarski – dzielnicowy
- Najdłuższa wojna nowoczesnej Europy (1981), odc. 2 – uczestnik narady u księcia Radziwiłła; odc. 13 – oficer niemiecki
- Okolice spokojnego morza (1981), reż. Z. Kuźmiński – mechanik Marczak
- Królowa Bona odc. 6 (1980), reż. J. Majewski – Piotr Zborowski, uczestnik rokoszu z 1537 r.
- Śmierć prezydenta (1977), reż. J. Kawalerowicz – Marian Kościałkowski
- Noce i dnie (1975), reż. J. Antczak – chłop w Serbinowie
- Ziemia obiecana (1974), reż. A. Wajda – Endelman
- Janosik, reż. J. Passendorfer (1973), odc. 5, 9, 10 i 13, – szlachcic
- Przygody psa Cywila (1970), odc. 5 – strażnik konwojujący więźniów
- Wakacje z duchami (1970), odc. 2 i 7 – major MO
- Gniewko, syn rybaka (1969), odc. 3 – Krzyżak Herman von Lindenthal z Brunszwiku
- Podziemny front (1965), odc. 2 – żołnierz niemiecki w knajpie
- Panienka z okienka (1964), reż. M. Kaniewska – Guldenstern
- Wielka, większa i największa (1962) – kapitan samolotu „Tajfun”
- Zaczarowany rower (1955), reż. Silik Sternfeld – Zenon Wzorkiewicz, członek polskiego zespołu kolarskiego